# Liste der Monuments historiques in Billé
Die Liste der Monuments historiques in Billé führt die Monuments historiques in der französischen Gemeinde Billé auf.

## Liste der Objekte
| Bezeichnung                           | Beschreibung                                | Standort                       | Kennzeichnung | Schutzstatus | Datum | Bild |
| ------------------------------------- | ------------------------------------------- | ------------------------------ | ------------- | ------------ | ----- | ---- |
| Retabel des Hauptaltars               | Stein, 17. Jahrhundert                      | in der Kirche St-Médard (Lage) | PM35000058    | Classé       | 1951  |      |
| Rosenkranzaltar mit Retabel           | Holz, polychrom gefasst und vergoldet, 1764 | in der Kirche St-Médard (Lage) | PM35001606    | Inscrit      | 1977  |      |
| Altar des heiligen Ludwig mit Retabel | Holz, polychrom gefasst und vergoldet, 1766 | in der Kirche St-Médard (Lage) | PM35001607    | Inscrit      | 1977  |      |
| Grabplatte mit Relief                 | Stein, 16. Jahrhundert                      | in der Kirche St-Médard (Lage) | PM35000057    | Classé       | 1919  |      |
| Weihwasserbecken mit Baldachin        | Holz, polchrom gefasst, Marmor, 1767        | in der Kirche St-Médard (Lage) | PM35001608    | Inscrit      | 1977  |      |